# Port-Vendres
Port Vendres (catalansk: Portvendresa) er en by og kommune i departementet Pyrénées-Orientales i Sydfrankrig. Port-Vendres ligger i Roussillon, som er den franske del af Catalonien. Byen er mest kendt for sin havn, der er den sydligste på det franske fastland, som er i stand til at tage store skibe.

## Geografi
Port-Vendres ligger ved Middelhavet tæt på den spanske grænse. Kommunen domineres af bjergkæden Les Albères, som er en del af Pyrenæerne. Kysten er en del af den klippefyldte Cote Vermeille med den markante halvø Cap Béar lige syd for Port-Vendres.
I kommunen ligger også landsbyen Cosprons.
Mod nord ligger Collioure og mod syd Banyuls-sur-Mer.

## Historie
Port-Vendres blev grundlagt af fønikerne i det 6. århundrede fvt som den første handelshavn i Roussillon. Senere blev byen brugt af grækere og romere. Et tempel bygget til gudinden Venus gav byen navnet Portus Veneris (Venus-havnen).
Romervejen Via Domitia, som blev bygget år 118 fvt. og forbandt Italien med Spanien, gik gennem Port-Vendres.
Efter romertiden sygnede byen hen. I 1272 omtales Port-Vendres som Collioures havn. I denne periode hørte havnen til Kongeriget Mallorca.
Efter Pyrenæerfreden i 1659 blev Roussillon og Port-Vendres en del af Frankrig. Herefter blev havnen af stor strategisk betydning. Ludvig 14. gav sin fæstningsbygger Vauban ansvaret for at gøre den til en krigshavn. Han nåede ikke at gøre projektet færdig før sin død i 1707, men nåede dog at bygge fæstningsværkerne Fanal, Béar og Presqu’île. Efter en række vanskeligheder blev udbygningen stoppet i 1709 og først genoptaget i 1772.
Under Pyrenæerkrigen (1793 – 1795) blev Port-Vendres sammen med Collioure besat af Spanien i 1794. Året efter blev begge byer generobret af Frankrig.
I 1823 blev Port-Vendres udskilt fra Collioure og Bayuls-sur-Mer som en selvstændig kommune.
I perioden 1870 – 1886 blev et nyt forsvarssystem anlagt i en bue 3,5 km rundt om byen i 500 m højde.
Under 2. verdenskrig 1943 - 1944 byggede Nazi-Tyskland Südwall, en forsvarslinje langs den franske middelhavskyst, for at kunne modstå en allieret landgang. En vigtig del af Südwall var kystbatterier som blev anlagt på Cap Béar umiddelbart syd for Port-Vendres. Tyskerne forlod området igen i august 1944, få dage efter de allierede gik i land på Côte d'Azur (Operation Dragoon).
Fra 1838 engagerede Frankrig sig i Nordafrika. Port-Vendres havde igen en vigtig strategisk beliggenhed, som den nærmeste og mest beskyttede havn. Havnen blev udvidet og forbedret. Gennem årene var der en stadig stigende handelstrafik med Nordafrika indtil Algeriet fik sin selvstændighed i 1962. Algeriets selvstændig startede en uventet masseudvandring af fransksindede fra Algeriet, de såkaldte pied-noirs (sortfødder). I løbet af 1962 ankom næsten 30.000 pied-noirs med skib til Port-Vendres. En del af dem var fiskere, især fra Béni Saf, som kom sejlende med deres egne fiskerbåde. De fik lov til at bosætte sig i byen og bidrog med ny dynamik ved at starte et indbringende fiskeri efter tun.

## Demografi

### Udvikling i folketal
| 1793 | 1800 | 1806 | 1821 | 1831 | 1836 | 1841  | 1846  | 1851  |
| ---- | ---- | ---- | ---- | ---- | ---- | ----- | ----- | ----- |
| -    | -    | -    | -    | 676  | 800  | 1.157 | 1.206 | 2.005 |

| 1856  | 1861  | 1866  | 1872  | 1876  | 1881  | 1886  | 1891  | 1896  |
| ----- | ----- | ----- | ----- | ----- | ----- | ----- | ----- | ----- |
| 1.671 | 1.832 | 2.364 | 2.188 | 2.108 | 3.311 | 3.003 | 3.051 | 2.836 |

| 1901  | 1906  | 1911  | 1921  | 1926  | 1931  | 1936  | 1946  | 1954  |
| ----- | ----- | ----- | ----- | ----- | ----- | ----- | ----- | ----- |
| 2.851 | 2.919 | 2.972 | 3.102 | 3.069 | 3.010 | 3.515 | 3.382 | 4.180 |

| 1962                                                              | 1968  | 1975  | 1982  | 1990  | 1999  | 2004  | 2014  | 2017  |
| ----------------------------------------------------------------- | ----- | ----- | ----- | ----- | ----- | ----- | ----- | ----- |
| 4.504                                                             | 5.705 | 5.613 | 5.246 | 5.370 | 5.881 | 4.479 | 4.200 | 4.129 |
| Tal fra og med 1962 er uden dobbelttælling (sans doubles comptes) |       |       |       |       |       |       |       |       |

## Seværdigheder
- Obelisken. For at markere udbyggelsen af havnen rejste man i 1780 en obelisk i Port-Vendres til ære for kong Ludvig 14. af Frankrig[2].

- Tour de Madeloc. Udsigtstårn bygget i 1285 af kongen af Mallorca. Tårnet ligger på en klippetop 656 m oppe med udsigt over havet og kysten nord for Pyrenæerne[3].